# 惜別
『惜別』（せきべつ）は、太宰治の小説。
1945年（昭和20年）9月5日、朝日新聞社より刊行された。初版発行部数は10,000部、定価は2円80銭だった。作品名「惜別」は、藤野先生が渡した写真の裏書きに由来する（魯迅の人物･経歴の項参照）。

## 執筆時期・背景
1943年（昭和18年）11月5、6日に行われた大東亜会議において「大東亜共同宣言」が採決される。日本文学報国会は同宣言の五原則を主題とする文学作品化を図り、翌1944年（昭和19年）1月、太宰治を含む執筆希望者約50名による協議会を開く。
同年2月頃、太宰は『「惜別」の意圖』と題する5枚半の文章を執筆して提出。小田嶽夫の助力によって『魯迅伝』『大魯迅全集』『東亜文化圏』などを入手し『惜別』執筆の準備を進めていった。12月、依嘱作家（小説部門が6名、戯曲部門が5名）が正式に決定される。12月20日、仙台医専在学当時の魯迅について調査するため、仙台に向かう。12月25日帰宅。
1945年（昭和20年）、年明け早々から書き始め、2月末に『惜別』237枚は完成した。

## あらすじ[10]
語り手は東北のある村で老医師をしている、「私」。「私」は戦時中、学生時代に同輩だった魯迅のことを記者が取材に来るところから物語は始まる。しかし、戦時中のことで、自分と魯迅の関係を日支友好の美談のように誇張されてしまう。その為、自分で思い出を手記にに残そうと考え、話は展開される。
【承】
学生時代、津軽の片田舎から仙台医専（現在の東北大学医学部）に通うことになった。「私」は自身の強い訛りを引け目を感じ、授業をほっぽって松島に観光に出かける。そこで周さん（魯迅）と出会う。その後、周さんが慕っているという藤野先生とも面識を得、互いに中を深めていく。
その後、夏休みに入る前、周さんが自身の惨い境遇や、祖国で行き過ぎた儒学や漢医学などの無知蒙昧が蔓延していること、それ打破するために西洋医学を学び祖国の人々を治療することで西洋科学のすばらしさを啓蒙し、祖国近代化の助けになりたいことなど、様々な思いが明かされる。
【転】
夏休み明け、周さんは医学への情熱を失っているようだった。藤野先生もそのように見ていて、どうしたことかと思い、「私」は周さんに話を聞く。夏休み中に東京へ行き、他の清国留学生を見に行ったところ彼らが革命運動に傾倒し、それだけなら良いが革命運動喧伝の為に、珍妙なダンスを踊っていると聞いてひどく落胆していた。そして少し文学をやりたいという。
そうしていると、翌年の春に「幻燈」事件が起こる。（日露戦争にてロシアの密偵をしていた中国人を日本人が処刑している写真が授業で使われた事件）幻燈が見せられた後、周さんは益々文学に傾倒していった。聞いてみれば、密偵の中国人が処刑されるのはまだしも、周りにいる沢山の中国人も同胞が処刑されている様子をただ眺めているだけであったことにひどく落胆しているということだった。
【結】
それを機に周さんは文学によっての祖国民の悪性の精神性を改良することこそ為すべきと考えるようになる。そうして周さんは別れを惜しまれつつも祖国に帰ることになる。ここにて老医師の手記は終わる。
最後にこの手記を見つけた自分（太宰）によって小話があった後、この小説は閉じられる。

## 備考
- 東北大学医学部前身の仙台医専に留学していた頃の魯迅を、東北の一老医師であり、当時の魯迅の親友が語るという設定で、藤野先生・私・周君（魯迅の本名）らの純粋な対人関係を描いた。作中で魯迅の語る偽善や革命運動家への疑問などを通して太宰自身の思想が色濃く反映されており、伝記としての魯迅伝とは若干異なる作品となっている。

- 「中国の人をいやしめず、軽妙に煽てる事もせず、独立親和の態度で臨んだ。日支（日中）全面和平に効力を与えたい。[11]」という意図の政治的発言を太宰にしては珍しくしている。短編小説「竹青」（『文藝』1945年4月1日号収録）の末尾にも「竹青はシナ（中国）の人達に読んで貰いたくて書いた」とあるように、太宰は戦争末期、対等な日中和平を真に望んでいた作家であったとも言える。

- 他の太宰作品とは大きく異なる傾向にあるこの作品に、熱烈な太宰ファンだった竹内好や武田泰淳といった作家や鶴見俊輔らは失望を表した[12][13] 。竹内や武田は東京大学支那文学科に籍を置いていた人物である（武田は中退）。